# John i Blythe House
John i Blythe House su fiktivni likovi iz FOX-ove medicinske drame Dr. House. Johna je tumačio R. Lee Ermey, dok Blythe tumači Diane Baker. Njih su dvoje roditelji Gregoryja Housea, protagonista serije. Do sada su se pojavili u 2 epizode, u obje zajedno.

## Blythe House
Blythe House (tumači ju Diane Baker) je biološka majka Gregoryja Housea i jedina osoba, osim Wilsona, do koje je Houseu istinski stalo i koju istinski voli. Svoje prvo pojavljivanje imala je u epizodi "Daddy's Boy", a posljednje u epizodi "Birthmarks".
Blythe je prikazana kao brižna majka puna ljubavi, te kao jedina osoba na koju se House ne može požaliti. U epizodi "Birthmarks" dr. Cuddy kaže Houseu da, ako ne planira ići na očev sprovod, bar telefonski javi majci da neće doći i da slaže razlog, što njemu načelno ne bi bio velik problem. House joj tada kaže kako to ne može napraviti, dodajući kako mu majka uvijek zna kad laže. Iako nije u redovitom kontaktu s njima, u jednoj epizodi možemo vidjeti kako zove majku kako bi joj čestitao Božić. Iz ovoga se zaključuje kako je njegov otac jedini razlog zašto izbjegava susrete s roditeljima. 
No, Blythe je stala uz Houseovog oca čak i kad ga je ovaj zlostavljao. Kako saznajemo u epizodi "One Day, One Room", John House je bio iznimno okrutan prema Gregu. U epizodi "Birthmarks" saznajemo od Housea kako je s 12 godina deducirao kako John nije njegov pravi otac, već da je nastao kao pold afere njegove majke s jednim obiteljskim prijateljem koji ima sličan ožiljak na glavi kao i House. Kada je House to rekao ocu, ovaj dva mjeseca nije razgovarao s njim, te ga je potpuno ignorirao, komunicirajući jedino preko poruka na papirićima koje je ubacivao ispod njegovih vrata. 
Blythe House je jedini lik u seriji kojem House dozvoljava da ga zove Greg (uz još Stacy Warner; Wilson ga zove House). 
Kada je John House preminuo, nagovorila je Wilsona da dovede Housea na sprovod, nakon što je bilo očito da on neće ići. Dr. Cuddy je tada drogirala Housea, koji je prebačen u Wilsonovo auto, u kojem ga je ovaj vozi na sprovod. Tu je Blythe zahtijevala od Housea da održi govor u čast ocu, no on je odbio, ali je na koncu ipak popustio jer je zahtjev došao od njegove majke. Tijekom govora je naglasio kako je njegov otac uspjeh ostavio nenagrađenim, te kako je kažnjavao neuspjeh. Dodao je i to kako bi, da nije bilo njegova oca, vjerojatno bio drugačiji nego što je. Blythe je ostala šokirana, ali i tužna, nakon tog govora.

## John House
John House (tumačio ga R. Lee Ermey) je bio otac Gregoryja Housea. Pojavio se u ukupno dvije epizode, "Daddy's Boy" i "Birthmarks".
John je bio pilot u Marincima, te je tijekom radnje serije već dugo u mirovini. Svoju je službu odrađivao dok je House odrastao, što je bio razlog čestih selidbi u različite krajeve svijeta. Implicirano je da je, kao rezultat toga, House postao jako blizak majci, te da je imao jako malo prijatelja i vrlo slab odnos s ocem. 
House je svog oca opisao kao "ludog moralnog kompasa" - čovjeka koji bi uvijek rekao ono što misli i koji nikada nikome nije lagao. On je potpuna antiteza Houseovoj slavnoj uzrečici "Svi lažu!". Ovime je implicirano da je, tijekom Houseovog djetinjstva, John rijetko (ili nikako) iskrivljavao istinu kako bi utješio sina, te da je uvijek pronalazio nekakav problem u njemu, unatoč njegovim iznimnim akademskim dostignućima. Jasno je kako se House bojao očevog kažnjavanja, koje je primijenjivano čak i za najsitnije pogreške i koje je bilo prikladnije za nekog mornaričkog regruta, nego za nadarenog dječaka. House je također napomenuo kako se njegov otac izvrsno slagao s jednakima i nadređenima, no da nikada nije pokušavao uspostaviti nekakav odnos s podređenima, među koje je spadao i sam House. House je također smatrao kako se njegov otac više brinuo za svoj posao nego za svoje veze.
Njihov se odnos još više pogoršao kada je tada dvanaestogodišnji House zaključio kako John nije njegov biološki otac. Zaključivši to na temelju činjenica da njegov otac nije bio kod kuće kada je on začet, da njegov drugi nožni prst nije veći od njegova palca (što je genetska odlika) i da ima ožiljak identičan onom jednog obiteljskog prijatelja. Kada je mladi House pitao svog oca o tome, ovaj se naljutio i nije 2 mjeseca komunicirao s njim. Potpuno ga je ignorirao, a jedini (prisilni) način komunikacije bio je pomoću poruka na papirićima koje bi John ubacivao ispod vrata Houseove sobe. Svoju tezu, House je potvrdio DNK testom. Od tada, House ima potpuno drugačiji pogled na veze.
Kao rezultat svega ovoga, House je bio u jako lošim odnosima s ocem. Njegovo ponašanje pred ocem bilo je, potpuno očito, drugačije nego pred bilo kim drugim. Pred ocem je House bio tih, povučen i pristojan. Uzrok ovoga je, djelomično, mogla biti i njegova želja da ne razljuti majku. House je činio sve kako bi izbjegao susret s ocem, te je često lagao ili se izvlačio na neke nebitne stvari kako bi izbjegao neka obiteljska okupljanja ili susret s ocem. Upravo je zato vrlo nevoljko (i prisilno) prisustvovao očevom sprovodu na kojem je održao vrlo neugodan govor o njemu.

## Vanjske poveznice
- John House na House Wiki
- Blythe House na House Wiki
- Službena FOX-ova stranica  Arhivirana inačica izvorne stranice od 23. svibnja 2012. (Wayback Machine)